# Clifford Shull
Clifford Glenwood Shull (Pittsburgh, Pennsilvània, 23 de setembre de 1915 - Medford, Massachusetts, 31 de març de 2001) fou un físic i professor universitari nord-americà guardonat amb el Premi Nobel de Física l'any 1994.
Va néixer el 23 de setembre de 1915 a la ciutat de Pittsburgh, situada a l'estat nord-americà de Pennsilvània. Estudià física al Carnegie Institute of Technology i a la Universitat de Nova York, on es doctorà l'any 1941. Entre 1941 i 1946 treballà a la companyia The Texas Company (Texaco). L'any 1946 fou nomenat cap del Laboratori Nacional d'Oak Ridge, càrrec que ocupà fins al 1955, moment en el qual es dedicà a la docència acadèmica a l'Institut Tecnològic de Massachusetts (MIT) fins a 1986. Des de 1986 n'és professor emèrit. El 1994 li fou atorgat el premi Nobel de física per la seva aportació a la tècnica de difracció dels neutrons, que compartí amb el canadenc Bertram Brockhouse.
Clifford Shull va morir el 31 de març de 2001 a la seva residència de Medford, població situada a l'estat de Massachusetts.

## Recerca científica
Va iniciar la seva recerca a la dècada del 1950 al voltant de la física de la matèria condensada amb la tècnica de difracció de neutrons mitjançant la qual aquests penetren a la matèria sense interaccionar i permeten efectuar radiografies molt precises per conèixer el seu interior.
El 1975 fou escollit membre de l'Acadèmia Nacional de Ciències dels Estats Units en 1975. El 1956, va ser admès a l'Acadèmia Americana de les Arts i les Ciències, i el 1994 va rebre el Premi Nobel de Física en reconeixement dels seus èxits en el desenvolupament de tècniques de dispersió de neutrons per a la determinació de l'estructura atòmica i magnètica. Aquest premi el compartí amb el físic canadenc Bertram Brockhouse.